# Erika Jones
Erika Jones (ur. 23 grudnia 1988 w Oklahomie jako Erika Anschutz) – amerykańska łuczniczka, mistrzyni świata. Startuje w konkurencji łuków bloczkowych.
Największym jej osiągnięciem jest złoty medal mistrzostw świata w Turynie (2011) w konkurencji drużynowej i brąz indywidualnie. 